# یامل رومرو
یامل رومرو (انگلیسی: Yamil Romero؛ زادهٔ ۱۱ ژوئیهٔ ۱۹۹۵) بازیکن فوتبال اهل آرژانتین است.
از باشگاه‌هایی که در آن بازی کرده‌است می‌توان به باشگاه فوتبال بوکا جونیورز اشاره کرد.